# Johannes Winkler
Johannes Winkler (Karslruhe, 29 mei 1897 – Braunschweig, 27 december 1947) was een Duitse raketpionier uit de jaren twintig en dertig uit de vorige eeuw.
Hij doorliep de basisschool in Karlsruhe en volgde middenschool in Oppeln. Na zijn afstuderen in 1915 aan de hogeschool in Liegnitz ging hij in dienst. Een jaar later raakte hij zwaargewond tijdens het Narotsj-offensief en bracht zeven maanden in het ziekenhuis door. Na genezing werd hij uit militaire dienst ontslagen en behaalde in mei 1918 een graad in werktuigbouwkunde aan de Technische Hogeschool in Danzig.

## Eerste kennismaking met raketten, VfR
In de jaren twintig kreeg hij belangstelling voor luchtvaart, astronomie en raketten. Winkler had een betrekking als werktuigkundige bij de vliegtuigfabriek Junkers. Samen met enkele andere enthousiaste medestanders richtte hij op 5 juni 1927 de VfR (Verein für Raumschiffart) op. De eerste vergadering vond plaats in een bierhuis te Breslau. Onder de eerste leden bevonden zich diverse personen, die later naam maakten als raketpionier. Naast Johannes Winkler vermeldde de ledenlijst onder anderen Max Valier, Rolf Engel, Willy Ley, Hermann Oberth, Walter Hohmann en Klaus Riedel. In 1930 voegde de 18-jarige Wernher von Braun zich bij het gezelschap. Winkler was de eerste president van de club en redigeerde tot eind 1929 het clubblad Die Rakete.

### HW-I, eerste Europese raket op vloeibare brandstof
In datzelfde jaar nam hij ontslag bij Junkers om zich volledig aan de bouw van raketten te wijden, in eerste instantie op vaste brandstof. Hij kreeg een halfjaarcontract bij Junkers om alle types vaste brandstofraketten te onderzoeken. Na afloop werkte hij op contractbasis tot april 1931 nogmaals voor Junkers. De firma toonde interesse in een raketstart voor watervliegtuigen. Tussentijds werkte hij aan zijn eigen ontwerp.
Op 21 februari 1931 steeg de HW-I op. Die had een lengte van 60 cm en een startgewicht van ongeveer 10 kilo. Veel stelde het niet voor: de raket bereikte een hoogte van twee à drie meter. De raketmotor werkte op een mengsel van vloeibaar methaan en vloeibare zuurstof. Vijf jaar nadat Robert Goddard zijn eerste vloeibarebrandstofraket in de VS gelanceerd had, vloog het eerste exemplaar in Europa. Bij de tweede poging, drie weken later op 14 maart, waren stabilisatievinnen aangebracht. Ditmaal bereikte de raket een hoogte van 90 meter, maar boog daarna af en landde op 200 m van de startplaats. Hugo Hückel bood Winkler financiële ondersteuning, vandaar de afkorting HW.

### HW-II
Na de geslaagde HW-I begon Winkler in mei 1931 met de ontwikkeling van opvolger HW-II. Hückel stelde voor om Winklers eigen lab in Dessau te verplaatsten naar de Raketenflugplatz, waar hij met anderen op een afgescheiden gedeelte aan het ontwerp verder kon werken. Hij verwachtte dat de HW-II, eveneens functionerend op een mengsel van vloeibaar methaan en vloeibare zuurstof, een hoogte van 5 km kon bereiken. De HW-II was met een hoogte van 1,90 m en 40 cm diameter aanmerkelijk groter dan zijn voorganger. Voor die tijd was het een vooruitstrevend ontwerp; de inlaatkleppen voor de stuwstoffen bestonden uit elektron, een nieuwe aluminium-magnesiumlegering. Zijn team verkreeg toestemming voor lancering op 6 oktober 1932 vanaf Frische Nehrung.
Toen Winklers team in de vroege ochtend de tanks ging vullen, lekten de kleppen. Niemand (de fabrikant evenmin) had rekening gehouden met corrosie onder invloed van zeelucht. Maar de lancering afblazen was geen optie. Regeringsvertegenwoordigers waren al naar hen op weg en marineschepen hadden het testgebied op zee reeds afgesloten. Zijn collega Rolf Engel schreef later: "... Wij besloten het risico te nemen en de hele raket vlak voor de start door te blazen met stikstof onder druk. Dat gebeurde, maar vermoedelijk niet grondig genoeg. Toen de ontsteking werd ingeschakeld, was er nog altijd voldoende explosief gas tussen de buitenwand, de tanks en de verbrandingskamer ...". Een halve seconde na het openen van de geroeste kleppen bracht een bougie het brandstofmengsel tot ontbranding. Het gelekte gas explodeerde en de raket sprong in talloze stukken uit elkaar.

### Laatste jaren
Na deze deceptie keerde Winkler naar zijn oude broodheer Junkers terug. Hij hield zich slechts in zijn vrije tijd nog bezig met raketten, maar dat duurde niet lang. Het naziregime verbood alle particuliere raketonderzoek. Tijdens de oorlogsjaren werkte hij aan het Duitse militaire luchtvaartonderzoeksinstituut. Geen enkel ontwerp van zijn hand werd echter in productie genomen.
De oorlog eiste een zware tol van zijn gezondheid. Op 27 december 1947 overleed de 50-jarige Johannes Winkler in een vluchtelingenkamp te Braunschweig.

## Nasleep
De mislukte lancering van de HW-II oefende een gigantische invloed uit op het verloop van de Duitse raketontwikkeling en Tweede Wereldoorlog. In plaats van het team van Winkler en Engel, nam het team van Von Braun nu het stokje over.